# Carlos Alberto Santos García
Carlos Alberto Santos García (Monterrey, 2 de octubre de 1976) es un eclesiástico católico mexicano. Es el obispo auxiliar de Monterrey, desde mayo de 2023.

## Biografía
Carlos Alberto nació el 2 de octubre de 1976, en la ciudad mexicana de Monterrey. Hijo de Miguel M. Santos Gómez y de Isabel Guadalupe García González, siendo el último de tres hijos.
Realizó estudios en Ciencias y Humanidades en el Seminario Menor de Monterrey (1993-1994).
El curso introductorio y los estudios de Filosofía los realizó en el Seminario Mayor de Monterrey (1994-1998).
Tras realizar estudios en la Universidad Pontificia de México, obtuvo el bachillerato en Teología (1998-2001) y la licenciatura en Teología bíblica (2001-2004).
Entre 2009 y 2013, cursó estudios en la Escuela de Formadores de México, Centroamérica y el Caribe con sede en Morelia.
En agosto de 2013 fue enviado a estudiar en la Pontificia Universidad Gregoriana, donde obtuvo el doctorado en Teología bíblica en 2017, con la tesis doctoral: «Entre el asombro y la alegría», Análisis retórico bíblico de Jn 3,1-36, publicada por la Universidad Pontificia de México. 

### Sacerdocio
Su ordenación sacerdotal fue el 15 de agosto de 2002, a manos del cardenal-arzobispo Adolfo Antonio Suárez Rivera; incardinándose en la arquidiócesis de Monterrey.
Como sacerdote ha desempeñado los siguientes ministerios:
- Vicario parroquial de Ntra. Sra. Reina de los Ángeles (2004- 2005).
- Prefecto de Disciplina y encargado de Estudios del Seminario Menor de Monterrey (2005-2009).
- Sacerdote auxiliar de Pastoral Vocacional (2005-2010).
- Prefecto de Disciplina y encargado de Apostolado del Instituto de Teología del Seminario de Monterrey (2009-2013).
- Secretario general del Seminario de Monterrey (2012-2013).[2]
- Profesor de Sagrada Escritura, en el Instituto de Teología Seminario Arquidiocesano de Monterrey y en la Escuela Bíblica arquidiocesana (2004-2013; 2017-2023).
- Administrador parroquial de la Natividad del Señor, en Santa Catarina (2017).
- Párroco de San Juan Bosco, en Monterrey[3] y encargado de la Dimensión Intelectual de la Comisión del Clero arquidiocesano (2017-2021).
- Rector del Seminario Arquidiocesano de Monterrey (2020-2023).[4]
- Rector de la Misión parroquial de San Francisco de Asís, en Juárez (2021-2023).
- Miembro ex officio del Consejo Presbiteral.
- Miembro del Colegio de Consultores.

### Episcopado
El 13 de mayo de 2023, el papa Francisco lo nombró obispo titular de Tamada y obispo auxiliar de Monterrey. Fue consagrado el 26 de julio del mismo año, en la Basílica de Guadalupe de Monterrey, a manos del arzobispo Rogelio Cabrera López.